# Takahiro Tanaka
Takahiro Tanaka (født 22. november 1993) er en tidligere japansk fodboldspiller.
Han har spillet for flere forskellige klubber i sin karriere, herunder Tokyo Verdy og FC Machida Zelvia.